# São Luís Gonzaga do Maranhão
São Luís Gonzaga do Maranhão este un oraș în unitatea federativă Maranhão (MA), Brazilia.